# Haibrany Ruiz Díaz
Haibrany Nick Ruiz Díaz Minervino, noto semplicemente come Haibrany Ruiz Díaz (Montevideo, 31 agosto 1992), è un calciatore uruguaiano, difensore del Plaza Colonia.

## Caratteristiche tecniche
È un difensore centrale.

## Carriera
Cresciuto nel settore giovanile del Bella Vista, ha esordito in prima squadra il 25 settembre 2011 disputando l'incontro di Primera División Profesional perso 1-0 contro il Nacional. Nella stagione 2015-2016 ha giocato in Libano, al Salam Zgharta.

## Palmarès

### Club

#### Competizioni nazionali
- Campionato venezuelano: 1

Deportivo Táchira: 2024